# Hiroshi Akutagawa
Hiroshi Akutagawa (芥川比呂志?, Akutagawa Hiroshi; Tokyo, 30 marzo 1920 – Tokyo, 28 ottobre 1981) è stato un attore giapponese.

## Biografia
Nato nel quartiere di Tabata, era figlio dello scrittore Ryūnosuke Akutagawa e della moglie Fumi Akutagawa. Dalla coppia nacque anche Yasushi, fratello minore di Hiroshi. Completò i propri studi presso la prestigiosa Università Keio.
Tra le sue interpretazioni più celebri figurano quelle in Entotsu no mieru basho (1953), Gan (1953) e Tōkyō yawa (1961).

## Filmografia parziale
- Mata au hi made (また逢う日まで), regia di Tadashi Imai (1950)
- Entotsu no mieru basho (煙突の見える場所), regia di Heinosuke Gosho (1953)
- Gan (雁), regia di Shirō Toyoda (1953)
- Nigorie (にごりえ), regia di Tadashi Imai (1953)
- Aru onna (或る女), regia di Shirō Toyoda (1954)
- Ai to shi no tanima (愛と死の谷間), regia di Heinosuke Gosho (1954)
- Kodomo no me (子供の眼), regia di Yoshirō Kawazu (1956)
- Yoru no chō (夜の蝶), regia di Kōzaburō Yoshimura (1957)
- Tohoku no zunmutachi (東北の神武たち), regia di Kon Ichikawa (1957)
- Haru kōrō no hana no en (春高樓の花の宴), regia di Teinosuke Kinugasa (1958)
- L'uomo del risciò (無法松の一生?, Muhōmatsu no isshō), regia di Hiroshi Inagaki (1958)
- Yoru no togyo (夜の闘魚), regia di Shigeo Tanaka (1959)
- Bokutō kitan (濹東綺譚), regia di Shirō Toyoda (1960)
- Notte e nebbia in Giappone (日本の夜と霧?, Nihon no yoru to kiri), regia di Nagisa Ōshima (1960)
- Wakarete ikiru toki mo (別れて生きるときも), regia di Hiromichi Horikawa (1961)
- Tōkyō yawa (東京夜話), regia di Shirō Toyoda (1961)
- Netsuai sha (熱愛者), regia di Kazuo Inoue (1961)
- Ritratto di Chieko (智恵子抄?, Chieko-shō), regia di Noboru Nakamura (1967)
- Le mille e una notte (千夜一夜物語?, Senya ichiya monogatari), regia di Osamu Tezuka (1969)
- Buraikan (無頼漢), regia di Masahiro Shinoda (1970)
- Tora! Tora! Tora! (トラ・トラ・トラ?, Tora! Tora! Tora!), regia di Richard Fleischer, Kinji Fukasaku e Toshio Masuda (1970)
- Dodes'ka-den (どですかでん?, Dodesukaden), regia di Akira Kurosawa (1970)